# Lilleküla
Lilleküla är en stadsdel i distriktet Kristiine i Estlands huvudstad Tallinn. Befolkningen uppgick till 26 051 personer i januari 2017. Namnet betyder "Blomby" på estniska och många av områdets gator har namn efter blommor.
I Lilleküla ligger bland annat Lillekülagymnasiet och Kristiine-shoppingcentret.

## Historia
Området var fram till 1800-talet ängsmark tillhörande förstaden Kristiine, med enstaka sommarhus. Från 1860-talet tog bebyggelsen fart i samband med att Baltiska järnvägen drogs genom området och flera industrier uppstod i trakten. Namnet Lilleküla på stadsdelen infördes på 1920-talet.

## Kommunikationer
Stadsdelen har en pendeltågsstation på linjen norrut mot centralstationen Balti jaam och i andra riktningen västerut mot Paldiski/Riisipere.